# المدرسة الأمريكية بطنجة
المدرسة الأمريكية في طنجة هي مدرسة أمريكية دولية تقع في طنجة، المغرب،  تُوفّر الحضانة حتى الصف الثاني عشر.
تم تأسيسها في ولاية ديلاوير الأمريكية كمنظمة غير ربحية 501(c). المدرسة الأمريكية بطنجة معتمَدة من رابطة الولايات الوسطى للكليات والمدارس. 
أسس عمر باوند المدرسة في عام 1950،  عندما كانت المدينة جزءًا من منطقة طنجة الدولية. خدم جوزيف ماك فيليبس الثالث مديرا لها لمدة 35 عامًا.

## عمليات
تعتمد المدرسة اللغة الإنجليزية كوسيلة للتدريس في معظم الحصص، بينما تستخدم الحصص العربية والفرنسية لغتها الخاصة كوسيلة للتعليم. 
الأشخاص المقيمون في الولايات المتحدة والأشخاص المقيمون في المغرب هم أعضاء في مجلس أمناء المدرسة. 

## الحرم الجامعي
تشمل المرافق الرياضية مسبحًا في الهواء الطلق وملعبًا لكرة القدم وصالة للألعاب الرياضية. 
تتوفر على مكتبة باسم نانسي إيستمان (Nancy Eastman). 
تقدم المدرسة مرافق سكن للأشخاص الذين يزورون المدرسة. 

## نسبة الطّلبة
سنة 2016، كانت تضم المدرسة 378 طالبًا، يُدرّسهم 64 عضوًا من أعضاء هيئة التدريس. 

## روابط خارجية
- المدرسة الأمريكية بطنجة